# I Was Me
I Was Me è un singolo del gruppo musicale statunitense Imagine Dragons, pubblicato il 12 ottobre 2015.
Il brano è stato realizzato in promozione al progetto no profit One4, fondato dagli Imagine Dragons in collaborazione con la SAP e l'Apple per raccogliere fondi per fornire assistenza umanitaria ai rifugiati dell'Europa e del Medio Oriente.

## Tracce
1. I Was Me – 3:16

## Classifiche
| Classifica (2015)          | Posizione massima |
| -------------------------- | ----------------- |
| Canada (digital)           | 37                |
| Francia                    | 82                |
| Spagna                     | 30                |
| Stati Uniti (digital)      | 46                |
| Stati Uniti (alternative)  | 16                |
| Stati Uniti (rock)         | 17                |
| Stati Uniti (rock digital) | 5                 |
| Ungheria                   | 15                |